# Die verbotene Frau (2013)
Die verbotene Frau ist ein österreichisch-deutscher Fernsehfilm von Hansjörg Thurn aus dem Jahr 2013. Das Liebesdrama mit Alexandra Neldel und Mido Hamada in den Hauptrollen basiert auf dem autobiografischen Roman Die verbotene Frau: Meine Jahre mit Scheich Khalid von Dubai von Verena Wermuth.

## Handlung
Die Fotografin und Journalistin Verena hat einen gut bezahlten Job, der ihr Spaß macht, und einen liebevollen Partner. Als sie dem Araber Khalid begegnet, verliebt sich in den charmanten Mann, der eine große Faszination auf sie ausübt. In Dubai kommt es zu einer erneuten Begegnung der beiden.
Ihre Beziehung wird auf eine harte Probe gestellt, als Verena erfährt, dass Khalid der zukünftige Scheich der arabischen Emirate ist. Auch muss sie erfahren, dass er seit langer Zeit der hübschen Muslimin Faizah versprochen ist. Seine Familie und vor allem sein Bruder Hassan stellen sich zwischen Khalid und Verena.
Bald wird Verena klar, dass sie eine Entscheidung treffen muss: Entweder sie bleibt die verbotene Frau oder sie entscheidet sich für ein freies Leben ohne ihn. Letztlich verlässt sie ihn, und Khalid heiratet Faizah.

## Produktion

### Produktionsnotizen, Dreharbeiten, Hintergrund
Bei dem Spielfilm handelt es sich um eine Produktion von Andreas Bareiß und TV60Film in Koproduktion mit der Aichholzer Filmproduktion sowie eine Zusammenarbeit mit Red Arrow International für die Fernsehsender Sat.1 und Puls 4. Als Hauptdarsteller konnten Alexandra Neldel und der aus Homeland bekannte Mido Hamada verpflichtet werden. Gedreht wurde zwischen dem 26. Mai und dem 27. Juni 2013 in Österreich und Marokko.
Dem Film liegt eine wahre Begebenheit zugrunde, die die Schweizerin Verena Wermuth erlebt hat. Sie verliebte sich 1979 in den künftigen Scheich von Dubai und war jahrelang seine heimliche Liebe. Anfang der 1990er Jahre verließ sie ihn und kehrte in die Schweiz zurück. Über diese Erlebnisse schrieb sie einen Roman und veröffentlichte ihn 2007 unter dem Titel Die verbotene Frau: Meine Jahre mit Scheich Khalid von Dubai.
Wermuth landete damit in der Schweiz einen Bestseller, von dem in einem Monat über 35.000 Exemplare verkauft wurden. In Deutschland sind 10.000 Bücher über den Ladentisch gegangen. Über den Scheich, den sie im Buch Khalid nennt, sagte sie, dass er heute „ein international bekannter Geschäftsmann im Immobiliengeschäft, verheiratet und Vater von sechs Kindern“ sei. Im Oktober 2013 erschien ihre Fortsetzung Wiedersehen mit Scheich Khalid, die vom Wiedersehen im Mai 2008 in Zürich erzählt. Verena Wermuth hat nach wie vor einen freundschaftlichen Kontakt zum Scheich.

### Veröffentlichung
Die Premiere des Filmes fand am 6. Oktober 2013 beim österreichischen Fernsehsender Puls 4 statt. Im Anschluss an den Film wurde die Reportage Die verbotene Frau – Backstage gezeigt. Die Premiere sahen 150.000 Zuschauer ab zwölf Jahren. In Deutschland wurde der Film am 26. November 2013 bei Sat.1 gezeigt. Die Ausstrahlung sahen 3,25 Millionen Zuschauer, davon waren 1,45 Millionen aus der werberelevanten Zielgruppe, was 12,5 % entsprach.
Der Film wurde am 29. November 2013 auf DVD veröffentlicht.

## Kritik
TV Movie meinte, dass der Film „heftigen Herzschmerz vor schönen Kulissen“ auslösen werde.